# Torneio Internacional Zé Dú de 1994
O Torneio internacional “Zé Dú” de hóquei em patins visa homenagear  o 55º aniversário do Presidente da República de Angola, José Eduardo dos Santos, no Pavilhão Anexo nº I da Cidadela Desportiva, Luanda, o 1.º Troféu Internacional de Hóquei em Patins, denominado "Troféu José Eduardo dos Santos". 

## Classificação final
| Pos. | País                     |
| ---- | ------------------------ |
| 1.   | JUVENTUDE DE VIANA       |
| 2.   | CLUBE PORTUGUÊS RECIFE   |
| 3.   | HOQUEI CLUB DE SINTRA    |
| 4.   | PETRO ATLÉTICO DE LUANDA |